# قلادة

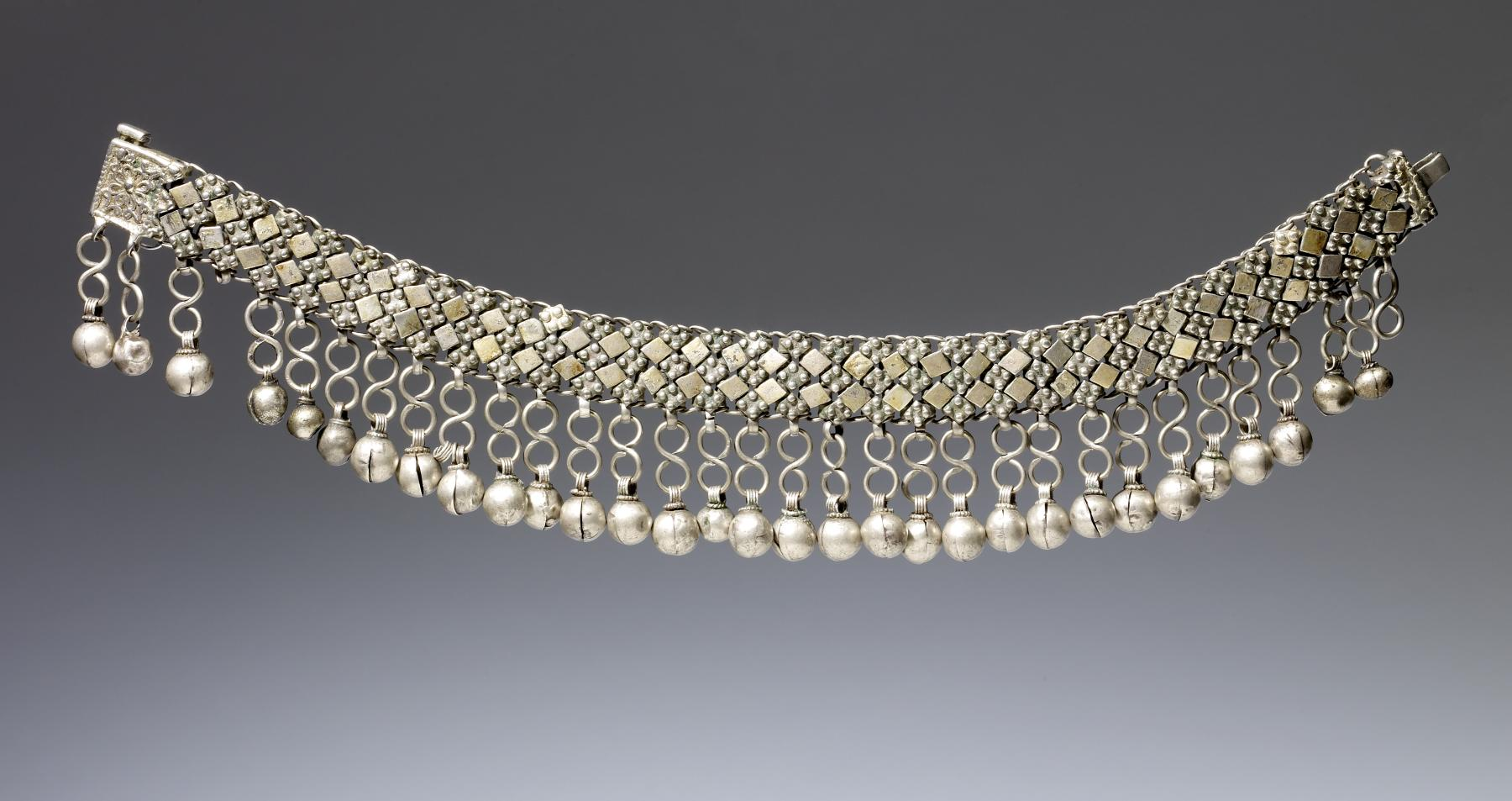
قلادة من صنعاء عمرها نحو ثلاثة قرون

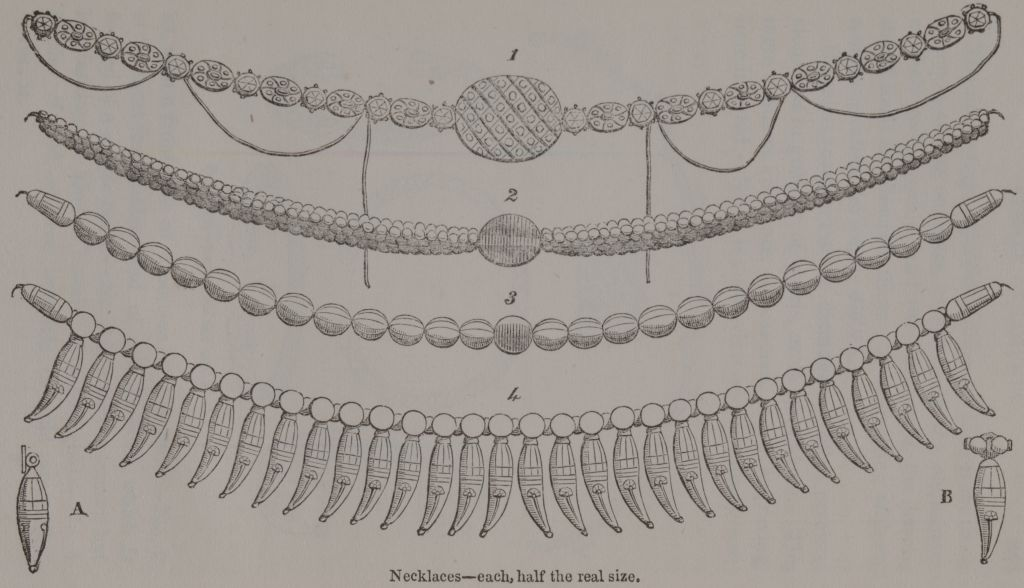

القلادة أو العقد هي نوع من المجوهرات أو الملابس يوضع حول العنق. فإن القلادات عادة ما تكون مصنوعة من سلسلة من المعدن النفيس، وغالبا ما تكون ذات قيمة عالية، والتي قد تكون -أو لا - بمثابة ركيزة تعلق عليها عناصر زخرفية وإكسسوارات (مثل الخيوط من لؤلؤة ، في سلاسل، الخ).. عادة ما تستخدم الأحجار الكريمة أو شبه الكريمة، والأحجار الكريمة أو الخشبية أوالجلود و الأصداف، إلخ.